# 迈克尔·克劳福德
迈克尔·帕特里克·史密斯 CBE（Michael Patrick Smith，1942年1月19日—），以迈克尔·克劳福德（Michael Crawford）之名知名，是一名英国演员、歌手，既出演过戏剧也出演过《没出息的儿子》等情景喜剧。他因《歌剧魅影》中的表现而获得劳伦斯·奥利弗奖和托尼奖最佳音乐剧主角奖。自1980年代开始，他也开始组织慈善活动。邁克爾也在2002年「最偉大的100名英國人」調查活動中位列十七。